# Geryonia proboscidalis
Espèce
Geryonia proboscidalis est une espèce de méduses, la seule du genre Geryonia, de la famille des Geryoniidae.

## Description
Geryonia proboscidalis a une ombrelle de forme presque hémisphérique, d'un diamètre de 35 à 80 mm. Elle possède six canaux radiaires. Dans chacune des sections intermédiaires, on trouve jusqu'à sept canaux centripètes. Les gonades positionnées sur les canaux radiaires sont en forme de cœur. Le long pédoncule gastrique de forme conique sert de canal digestif. La bouche est à six lèvres. Sur le plan périradial, on trouve six tentacules creux qui sont recouverts de cellules urticantes (cnidocytes) en forme d'anneau. Les six autres tentacules solides, disposés de manière interradiale, sont constitués de faisceaux de cnidocytes. Douze statocystes servent d'organes d'équilibrage.

## Répartition
L'espèce se trouve dans les zones les plus chaudes de tous les océans du monde (méditerranéen, subtropical, tropical).

## Taxonomie
Le nom valide complet (avec auteur) de ce taxon est Geryonia proboscidalis (Forsskål, 1775).
L'espèce a été initialement classée dans le genre Medusa sous le protonyme Medusa proboscidalis Forsskål, 1775.
En 1810, Péron et Lesueur la décrivent à nouveau comme Geryonia hexophylla. Von Eschscholtz a ensuite transféré Medusa proboscidalis dans ce genre en 1829 sous le nom de Geryonia proboscidalis.
Geryonia proboscidalis a pour synonymes :
- Carmarina hastata Haeckel, 1864
- Carmaris Giltschii Haeckel, 1879
- Carmaris rosea Agassiz & Mayer, 1902
- Carmaris umbella Haeckel, 1879
- Dianaea endrachtensis Quoy & Gaimard, 1824
- Geryones elephas Haeckel, 1879
- Geryones mexicana Agassiz & Mayer, 1902
- Geryonia conoides Haeckel, 1864
- Geryonia dianaea Haeckel, 1879
- Geryonia fungiformis Haeckel, 1864
- Geryonia hexaphylla Péron & Lesueur, 1810
- Geryonia umbella Haeckel, 1864
- Medusa proboscidalis Forsskål, 1775

### Publication originale
- (la) Petrus Forsskål et Carsten Niebuhr, Descriptiones animalium, avium, amphibiorum, piscium, insectorum, vermium, 1775, 234 p. (OCLC 2862383, LCCN 06014263, DOI 10.5962/BHL.TITLE.2154, lire en ligne).